# Paraphyllis aulophora
Paraphyllis aulophora är en fjärilsart som beskrevs av Edward Meyrick 1918. Paraphyllis aulophora ingår i släktet Paraphyllis och familjen Plutellidae. Inga underarter finns listade i Catalogue of Life.